# PowerQUICC
PowerQUICC（パワー クイック）は、フリースケール・セミコンダクタが製造しているPOWERアーキテクチャに基づいたマイクロコントローラの名称である。PowerQUICCは、一つまたは複数のPowerPCコアと、QUICC Engineと呼ばれる、別のRISCコアで構成される。QUICC Engineは、I/O、通信、ATM、セキュリティアクセラレータ、ネットワーキング、USBのようなタスクに特化している。多くの製品は、組み込みアプリケーション向けの、個別に設計されたSoCである。
PowerQUICCプロセッサーは、ネットワーク、自動車、産業用、ストレージデバイス、プリンター、コンシューマ製品で利用されている。フリースケールは、mobileGTプラットフォームの一部として、PowerQUICCプロセッサを使用している。
フリースケールは、古い68kの技術に基づいた、QUICCマイクロコントローラも製造している。

## PowerQUICCシリーズ
PowerQUICCには、主に処理能力で分けられた4つのシリーズがある。

### PowerQUICC I

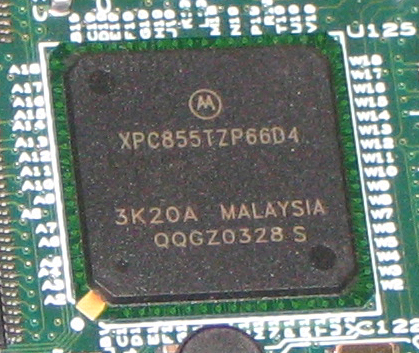
サン・マイクロシステムズのFire V20zに搭載されたフリースケールXPC855Tサービスプロセッサ

MPC8xxシリーズは、モトローラ製の最初のPowerPCベースの組み込みプロセッサであり、ネットワークプロセッサとSoCデバイスに適していた。コアはPowerPC仕様の最初の実装の一つであった。MPC8xxは一つの4ステージパイプライン、MMU、分岐予測ユニットを搭載したコアであり、最大133 MHzで動作した。MPC821は、完全なQUICC Engineを搭載したMPC860と共に、1995年に発売された。キャッシュとIOポートを減らし、スリム化したバージョンのMPC850は1997年に発売された。QUICC通信プロセッサモジュール (Communications Processor Module, CPM) は、CPUからネットワークタスクの負荷を低減した。こうして、このシリーズにはPowerQUICCという商標が与えられた。このシリーズのプロセッサは、USB、シリアル、PCMCIA、ATM、イーサーネットコントローラのようなオンチップデバイスの搭載や、 1KiBから16KiBの範囲に渡るL1キャッシュサイズのバリエーションがある。
MPC8xx - 全てのPowerQUICCプロセッサは、この形式の名前を持っている。
- MPC821 - 組み込み用として最初のPowerPCプロセッサであり、CPMを搭載していたが、FPUは搭載していなかった。最大50 MHzで動作した。
- MPC860 - 完全なQUICC Engineを統合した最初のPowerPCであり、最大80 MHzで動作した。
- MPC850 - MCP860からUSBとイーサーネットを削除した低価格販。最大50 MHzで動作した。

### PowerQUICC II
PowerQUICC IIは、PowerPC 603eの直接の後継機であり、1998年に発売された。同じコアが603eやG2という名前でも使用された。PowerQUICC IIは16/16 KiBのL1インストラクション／データキャッシュを持ち、動作周波数は450MHzに達した。これらの通信プロセッサは、VoIPシステム、電話交換機、フェムトセル、DSLAM、のようなアプリケーションで利用された。PowerQUICC II

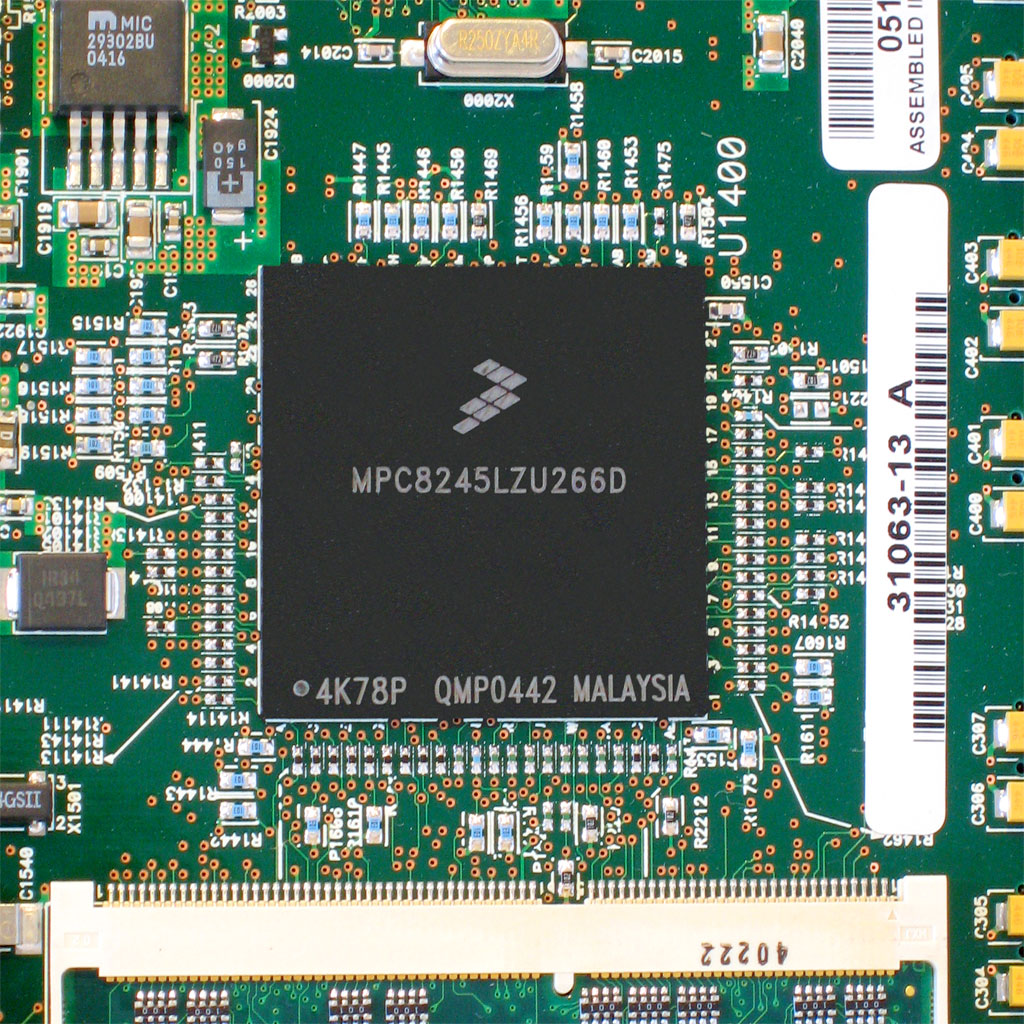
Qlogic SANbox 5200 ファイバーチャネルスイッチに搭載されたMPC8245

シリーズは、より強力なPowerQUICC II Proシリーズが導入されたため、徐々に縮小している。このコアに関する今後の開発は計画されていない。
MPC82xx - 全てのPowerQUICC IIプロセッサは、この形式の名前を持っている。

### PowerQUICC II Pro
2004年にPowerPC 603eコアを32/32 KiBのL1インストラクション／データキャッシュで強化したe300コアに基づいた、PowerQUICC II Proが発表された。PowerQUICC II Proは、ルーター、スイッチングハブ、プリンター、ネットワークアタッチトストレージ、無線LANアクセスポイント、DSLAM向けのネットワーキング・プロセッサとして使用された。PowerQUICC II Proは最大677MHzで動作し、USB、PCI、イーサネット、セキュリティ機能など、多数の組み込みシステム向けの機能を内蔵することができた。PowerQUICC II Proは、オリジナルのPowerQUICC IやPowerQUICC IIシリーズでに搭載されたCPMとは異なる、新しいネットワーク負荷軽減エンジンのQUICC Engineを内蔵した。
MPC83xx - 全てのPowerQUICC II Proプロセッサは、この形式の名前を持っている。名前の末尾の"E"は、プロッセッサが暗号化モジュールを内蔵していることを示す。834xの名前を持つプロセッサは、QUICC Engineを内蔵していないが、836xの名前を持つものは内蔵している。
- MPC8321E - MPC8xxファミリからの移行を容易にするローエンド
- MPC8343E - "Killer NIC" ネットワークカードで使用された。
- MPC8347E
- MPC8349E - ACK Systemsが製造したAmigaクローンで使用された。
- MPC8358E
- MPC8360E

### PowerQUICC III
PowerQUICC IIIプロセッサは、32ビットのPower命令セットv.2.03に対応したe500と呼ばれるコアに基づき、2003年に発表された。PowerQUICC IIIは、2並列の7ステージパイプライン、倍精度のFPU、32/32 KiB のL1インストラクション／データキャッシュを持ち、複数のギガビット・イーサネット、PCIとPCIe、RapidIO、DDR/DDR2メモリコントローラ、セキュリティアクセラレータを持っていた。動作周波数は533 MHzから1.5 GHzまでの範囲であった。PowerQUICC IIIは、企業向けのネットワーキングと通信アプリケーション、ハイエンドのストレージ・プリンター・イメージングをターゲットにしていた。一部のプロセッサは、ネットワーク処理の負荷軽減のために古いCPMモジュールを内蔵していた。新しいQUICC Engine（PowerQUICC II Proと同じもの）を内蔵したものも、CPMやQUICC Engineを全く内蔵しないものもあった。しかし、フリースケールのマーケティング部門は、85xxシリーズの全てのプロセッサに"PowerQUICC III"のブランド名をつけた。
MPC85xx - 全てのPowerQUICC IIIプロセッサは、この形式の名前を持っている。名前の末尾の"E"は、プロッセッサが暗号化モジュールを内蔵していることを示す。
- MPC8540 - 世界初のRapidIO対応ホストプロセッサ。2つのギガビット・イーサネットコントローラを内蔵し、ルータの用途に適している。動作周波数は600 MHzから1 GHzである。
- MPC8548/47/43/41(E) - 1つのe500コアとPCI Express、RapidIOを統合したプロセッサのシリーズ。数字が小さいものは、数字が大きいものよりも低い能力である。
- MPC8544 - コストを抑えるために90 nmプロセスで作られたが、8548と同等の機能を持つ。
- MPC8560 - 8540と同時に出荷された、最初のPowerQUICC IIIプロセッサである。e500コアとCPMを内蔵していた。
- MPC8568/68E/67/67E - CPMの代わりにQUICC Engineを内蔵。8567は周辺ユニットの一部が削除されている。
- MPC8572E - 最大1.5 GHzのe500コアを2個内蔵。ファイアウォールやアンチウイルスソフトウェア（カスペルスキー・ラボによる）のようなハイエンドアプリケーションのネットワーク装置で使われた。
- MPC8574 and MPC8578 - 3G、WiMAX基地局向けの、4コアまたは8コアのプロセッサである。2008年に45ナノメートル（英語版）SOIプロセスで製造された。

## 将来
シングルコアから32コアまでのマルチコアのPowerPC e500ベースのプロセッサの全ての特徴を持ち、ソフトウェア互換のQorIQプラットフォームに移行し、PowerQUICCの開発は終了する。フリースケールは、既存の顧客向けにPowerQUICCプロセッサの製造を継続するが、QorIQへの移行を容易にする手助けをしている。

## 参照
- フリースケールのPowerアーキテクチャ ポートフォリオ
- フリースケールのPowerアーキテクチャ ホワイトペーパー - "From Somerset to SoC"